# Geo-Park Glinka
Geo-Park Glinka – aquapark mieszczący się w Glince w Beskidzie Żywieckim w miejscu dawnego kamieniołomu.

## Historia
W 2011 roku Urząd Marszałkowski dofinansował powstanie inwestycji kwotą ponad 7 milionów złotyc, co umożliwiło rozpoczęcie budowy. Celem projektu „Zagospodarowanie terenu kamieniołomu w Glince"  było zlikwidowanie skutków dotychczasowej eksploatacji tego terenu, dostosowanie obszaru do istniejącego krajobrazu i przystosowanie go do pełnienia funkcji – rekreacyjnych, turystycznych i kulturalnych.
Geo-Park został otwarty 29 czerwca 2014 roku.

## Atrakcje
Na terenie obiektu znajdują się:
- Kąpielisko o długości 110 i szerokości 35 metrów
- Brodzik dla dzieci o rozmiarach 30 na 10 metrów
- Dwie ścianki wspinaczkowe o wysokości 12 i 17 metrów
- Parki linowe dla dorosłych o różnych stopniach trudności. Wersja dla dorosłych składa się z trzech poziomów trudności i 37 atrakcji, a park dla dzieci to 2 poziomy z 12 unikalnymi przeszkodami
- Zjazd na linie typu „Tyrolka"
- Plac zabaw dla dzieci
- Boisko do siatkówki plażowej
- Pizzeria
- Wiaty do rozpalenia grilla
- Sala konferencyjna, którą można wynająć w celu organizowania imprezy